# 任子
任子（にんし）は、中国の古代、特に前漢以降にみられる官吏の登用方法のこと。父祖の官職の上下に従ってその子孫や親族に官位職階を当てる制度である。恩蔭（おんいん）、蔭子（おんし）、門蔭（もんいん）などとも呼ばれる。

## 中国史

### 漢代
前漢における任子は『漢書』哀帝紀注引『漢儀注』に見える「任子令」により規定されており、それによれば官秩二千石以上の高級官僚は、3年勤め上げると兄弟もしくは子を1名選び、高級官僚の登竜門である郎にすることができるというものであった。
この制度により前漢においては高級官僚が子弟を官僚にすることが可能となっており、親子兄弟がこぞって二千石となり「万石君」と呼ばれる者もいた。
任子は前漢においては多くの高官を輩出した一方で、能力や徳によらない制度であるという批判もあり、任子令は綏和2年（紀元前7年）、哀帝即位後に廃止された。その後は孝廉のように個人の徳や能力による選抜が建前とされるようになった。
しかしその後も完全に消滅したわけではなく、九品官人法においても任子と同様の精神が含まれていたと考えられている。また、南朝陳において九品官人法とは別に功臣の子を官に就ける任子制度があり、また唐においては、任子制度が九品官人法の流れを汲む貴族制を破壊する一方で科挙出身官僚と対立し、いわゆる牛李の党争が起こったとされる（前掲書第一編）。

### 隋唐
隋から唐の時代には300年を超える試行期間を経て個人の能力を試験によって評価する科挙制度の体制が作られつつあったが、唐代になっても要途の官僚を膏梁や世冑と呼ばれる世襲の特権階級が占めていた。

### 宋代
唐中期から五代にかけての社会変革を経て、科挙制を軸とする官僚制が成立した宋の時代になっても恩蔭の制度は完全には崩壊せず新しい時代に合わせて再編成されていった。趙翼は『二十二史箚記』で宋代の恩蔭の制度について「宋の恩蔭濫」とする一項を立て、宋代ほど任子が与えられた時代はないとした。
宋代には、1.皇帝の誕生日である聖節に行われるもの、2.官職を君王に返して退官する時（致仕）に行われるもの、3.死後の遺表（遺書）や戦死・殉職の際に行われるもの、4.即位など臨時的な恩典として行われるもの、5.天地の祭典である郊祀のときに行われるものがあり、それぞれの場合に恩典を受ける者の官位とその親族等で「蔭」が及ぶ範囲と人数、与えられる官位が細かく定められていた。
宋代には科挙出身者が圧倒的に優勢になり、恩蔭出身者は下風に置かれていたが、高官となり宰相となった者もいた。

### 科挙の浸透
制度上は、清に至るまで高官の子が無条件で官職につくことができる制度は存在したが、科挙の浸透に伴いたとえ高官の子でも実力で科挙に合格して官につくのを誇りとする風潮が広がり、人事上も科挙出身者が主流となっていった。